# 연돌
연돌(燕突, ?~?)는 백제 동성왕(東城王) 때의 대신으로, 대성팔족(大姓八族) 중의 하나인 연씨(燕氏) 출신 귀족이다.

## 생애
연(燕)씨, 사(沙)씨, 백(苩)씨 등의 웅진(熊津) 토착 세력들을 신진 세력으로서 새로이 등용하려는 동성왕(東城王)의 정책의 일환으로, 해구의 반란에 연루된 연씨세력의 일원이었음에도 불구하고 490년(동성왕 12) 9월, 달솔(達率)에 임명되었고, 497년(동성왕 19) 5월, 병관좌평(兵官佐平)이었던 진로(眞老)가 죽자, 그의 뒤를 이어 병관좌평에 임명되었다.